# Castejón de Sobrarbe
Castejón de Sobrarbe (arag. Castillón de Sobrarbe) – miejscowość w Hiszpanii, w Aragonii, w prowincji Huesca, w comarce Sobrarbe, w gminie Aínsa-Sobrarbe.
Według danych INE z 2005 roku miejscowość zamieszkiwały 4 osoby. Leży ona na wysokości bezwzględnej 884 m. Kod pocztowy do miejscowości to 22330.